# 早希なつみ
早希 なつみ（さき なつみ、1984年10月16日 - ）は、日本のAV女優。
趣味：ショッピング。

## 略歴
- 2003年 - 『うぶないたずら』でAVデビュー。

## 作品

### アダルトビデオ
2003年
- うぶないたずら（7月25日、アリスJAPAN）
- やりっ娘女子校生 秘密の裏補習（8月15日、アリスJAPAN）

2004年
- かわいゆい＆早希なつみの癒しエロサプリ（5月20日、忠実堂）
- 口内写性34（6月25日、アリーナ・エンターテインメント）
- アリスの疼き（7月21日、アリウス）
- モロ出し水中運動会 2（8月20日、イマージュ）
- HIGH SCHOOL FUCK（9月8日、アイデアポケット）
- 女子マネージャー 2（10月6日、ドリームチケット）
- ブルセラ 課外授業 2（10月18日、ブルセラ東京）
- THE 巨乳義妹（11月3日、ドリームチケット）
- 女子校生拉致監禁 VOL.19（11月15日、ゴーゴーズ）

2005年
- キョロメっ娘倶楽部 巨乳・ロリ・メガネ（1月20日、ナチュラルハイ）
- 早希なつみのコスプレショップ1日痴女店長やっちゃいました☆（2月17日、ディープス）
- アナタのためのロリータお届け 早希なつみ（3月17日、ディープス）
- レズスポーツ第3弾 〜涼華学園女子剣道部〜（4月21日、ディープス）
- セックス・ピンポン（5月20日、桃太郎映像出版）
- エロカワ女子校生がサマースクールでハッスル×2 早希なつみ（6月15日、ジェイモデル）